# Dasiops exemptus
Dasiops exemptus är en tvåvingeart som beskrevs av Mcalpine 1964. Dasiops exemptus ingår i släktet Dasiops och familjen stjärtflugor. Inga underarter finns listade i Catalogue of Life.